# أناتولي مالكوف
أناتولي مالكوف (بالروسية: Малков, Анатолий Александрович)‏ هو لاعب كرة قدم كازاخستاني وروسي في مركزي الوسط والهجوم، ولد في 8 يوليو 1981 في فولغوغراد في روسيا. لعب مع روتور فولغوغراد ونادي آكتوبه ونادي فوستوك.

## وصلات خارجية
- أناتولي مالكوف على موقع قاعدة بيانات كرة القدم.إي يو (الإنجليزية)
- أناتولي مالكوف على موقع Soccerway.com (الإنجليزية)